# گمینا ادامووکا
گمینا ادامووکا (به لهستانی:  Gmina Adamówka) یک گمینا در لهستان است که در شهرستان پژوورسک واقع شده‌است. گمینا ادامووکا ۱۳۴٫۲۷ کیلومتر مربع مساحت و ۴٬۱۹۸ نفر جمعیت دارد.